# Santuario della Madonna delle Grazie (Capoliveri)

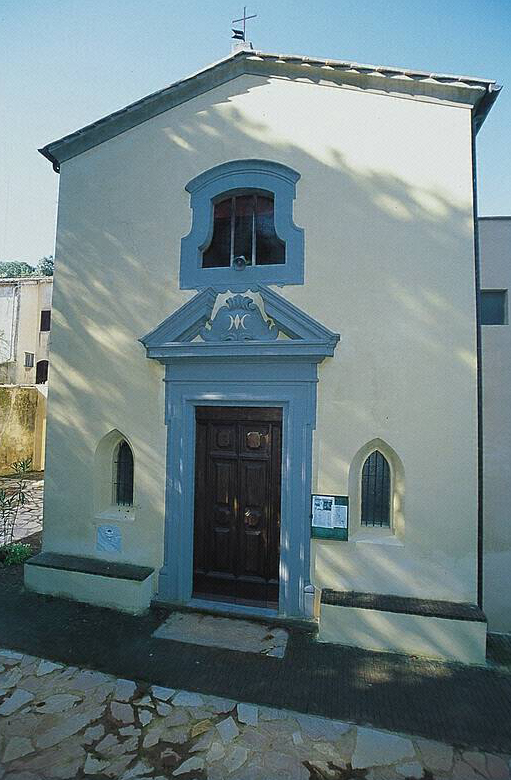
Il santuario della Madonna delle Grazie

Il santuario della Madonna delle Grazie è un edificio sacro che si trova nella località omonima, poco sotto il paese Capoliveri, sulla costa che si affaccia sul golfo Stella.

## Storia e descrizione
Nel Cinquecento fu sede di monaci agostiniani, rimasti fino al 1773, e poi di romiti. Nel 1792 fu un rifugio per dei monaci transalpini durante la rivoluzione francese.
L'edificio, a croce latina, è dominato da una cupola seicentesca cui si affianca un tozzo campanile di tipo orientale. La chiesa conserva nell'interno, dal soffitto ligneo a cassettoni e affrescato nel 1903-1904 dall'elbano Eugenio Allori, un organo settecentesco e il famoso dipinto con la Sacra Famiglia (noto anche come Madonna del Silenzio), attribuito a Marcello Venusti, oggetto di particolare venerazione. In occasione di un restauro del 1960 sul capo della Madonna è stata sovrapposta una corona votiva, elemento devozionale ricorrente in altre tele elbane. Durante il restauro il tedesco Gustav Blankenagel da Colonia, intonacò le mura e staccò le stuccature barocche dall'altare per ripristinare lo stato medievale in pietra. Il santuario è circondato da pinete e vigne.